# Optio

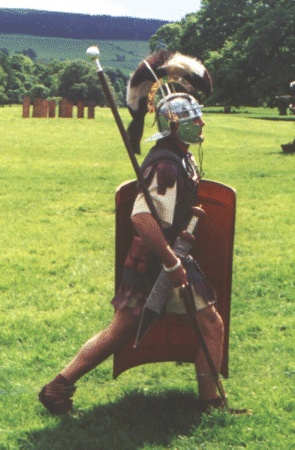
Encenação de um optio romano.

Um optio era, no exército romano, o suboficial que servia de tenente ao centurião de cada centúria. Podia ser designado por este ou ser eleito pelos seus companheiros. Estava classificado dentre os soldados principais (milites principales) e possuía a categoria de duplicário (duplicarius), isento de tarefas pesadas e cobrava dupla paga. Aspirava a ser nomeado centurião, e quando atingia a qualificação suficiente recebia o título de optio ad spem ordinis.

## Tipos de Optiones
Além destes optiones, existiam outros com diferentes tarefas, como:
- Optio ad carcerem: à frente da prisão militar de um castro legionário ou de um castelo auxiliar;
- Optio candidatus: suboficial que foi designado pelo chefe da sua unidade para atingir uma posição superior, normalmente o de centurião;
- Optio carceris: suboficial encarregue das celas de uma prisão;
- Optio centuriae ou Optio centurionis: tenente de cada centúria;
- Optio custodiarum: suboficial pela guarda;
- Optio draconarius: no exército baixo-imperial era o suboficial mais veterano dentre os porta-estandartes ou draconários (draconarii);
- Optio equitum: suboficial da cavalaria legionária e da guarda pretoriana;
- Optio fabricai: encarregado da seção de reparação e fabricação de armas da sua unidade;
- Optio navaliorum: suboficial de um navio de guerra, dependente diretamente do capitão;
- Optio praetorii: suboficial à frente das dependências do quartel geral da sua unidade, tanto princípio (principia) como pretório (praetorium);
- Optio principalis: indicação da categoria à que pertencia;
- Optio speculatorum: optio à frente dos especuladores (speculatores), soldados encarregados dos trabalhos de exploração e espionagem militar;
- Optio stratorum: optio à frente dos estratores ou soldados destinados à função de polícia militar;
- Optio tribuni: suboficial destinado como assistente de um tribuno dos soldados (tribunus militum);
- Optio valetudinarii: encarregue das instalações do valetudinário ou hospital da sua unidade.